# Rhisnes (Namur)
Ne pas confondre avec le village limitrophe de Rhisnes situé dans la commune de La Bruyère
Rhisnes est une section de la ville belge de Namur située en Wallonie dans la province de Namur.

## Géographie
La section est limitée au Nord par l'autoroute E42 (à la sortie numéro 12 « Namur-Ouest »), à l'est par la route N904, et à l'ouest par la route N4. La section est essentiellement occupée par le parc d'activité de « Namur-Nord-Rhisnes » et par le parc d'activité « Écolys » voisin (tous deux enserrent l'ancien fort de Suarlée et son parc boisé, restés hors de cette nouvelle section).

## Économie
S'y trouvent notamment l'usine agro-alimentaire Kraft Foods (qui produit des fromages fondus et snacks et est le plus gros employeur de la zone), des dépôts de vente en gros pour commerces alimentaires, divers autres dépôts de revendeurs de matériels médicaux, industriels ou pour la construction, des carrossiers, et des sociétés de service en informatique (notamment dans le parc Écolys).

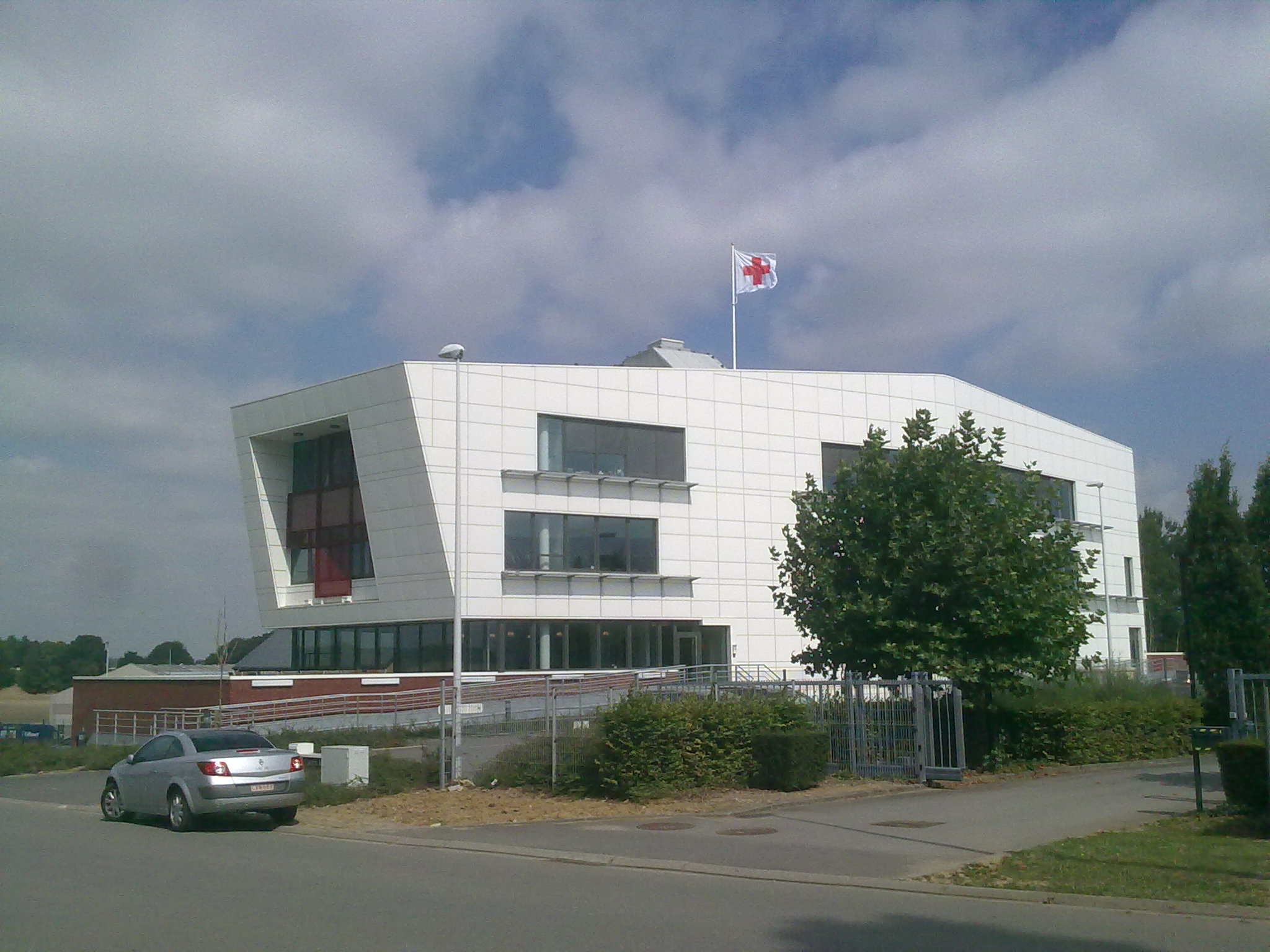
Bâtiment du service francophone du sang de la Croix-Rouge de Belgique.